# Liste der Biografien/Reg
Liste der Biografien |
Portal Biografien |
Personensuche
# |
A |
B |
C |
D |
E |
F |
G |
H |
I |
J |
K |
L |
M |
N |
O |
P |
Q |
R |
S |
T |
U |
V |
W |
X |
Y |
Z |
?
 
Ra |
Rb |
Rd |
Re |
Rh |
Ri |
Rj |
Rk |
Rl |
Rm |
Rn |
Ro |
Rr |
Rs |
Rt |
Ru |
Rv |
Rw |
Rx |
Ry |
Rz
 
Rea |
Reb |
Rec |
Red |
Ree |
Ref |
Reg |
Reh |
Rei |
Rej |
Rek |
Rel |
Rem |
Ren |
Reo |
Rep |
Req |
Rer |
Res |
Ret |
Reu |
Rev |
Rew |
Rex |
Rey |
Rez
Die Liste der Biografien führt alle Personen auf, die in der deutschsprachigen Wikipedia einen Artikel haben. Dieses ist eine Teilliste mit 425 Einträgen von Personen, deren Namen mit den Buchstaben „Reg“ beginnt.

## Reg

### Rega
- Réga, Chantal (* 1955), französische Sprinterin und Hürdenläuferin
- Rega, Stefano (* 1968), italienischer Geistlicher und römisch-katholischer Bischof von San Marco Argentano-Scalea
- Regal, Antonio (* 1987), spanischer Fußballspieler
- Regal, Caitlin (* 1992), neuseeländische Kanutin
- Régal, Lionel (1975–2010), französischer Bergrennfahrer im Automobilsport
- Regal, Stan (* 1948), deutscher Gitarrist und Musikproduzent
- Regal, William (* 1968), britischer WrestlerWilliam Regal (* 1968)

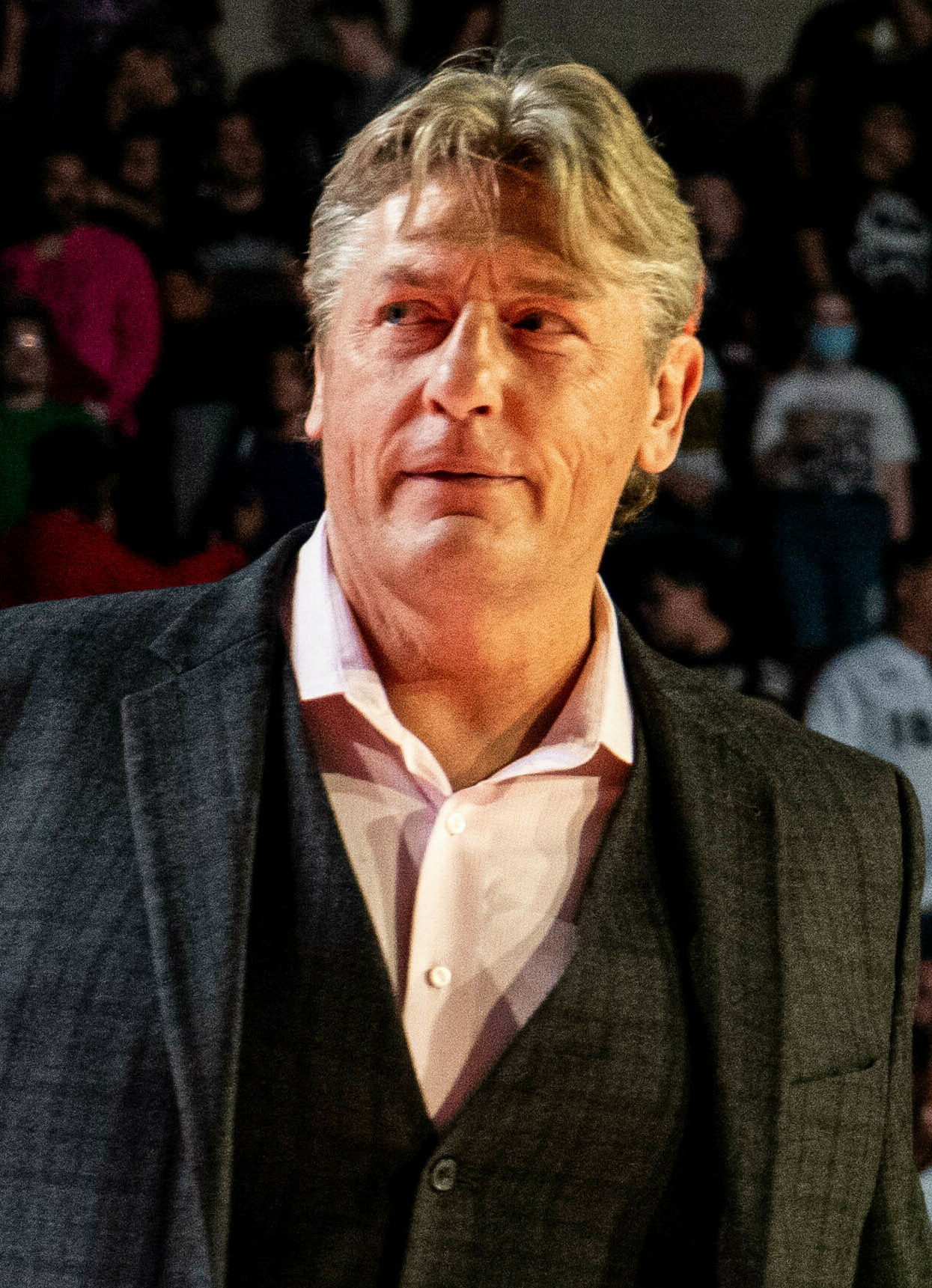
William Regal (* 1968)

- Regalado Pedrol, Álvaro (* 1999), spanischer Tennisspieler
- Regalado, David (* 1952), mexikanischer Fußballspieler
- Regalado, Tomás (1861–1906), salvadorianischer Politiker und Präsident von El Salvador (1898–1903)
- Regalado, Tomás (* 1947), kubanisch-amerikanischer Univision-Reporter und Politiker der Republikaner
- Regalbuto, Joe (* 1949), US-amerikanischer Schauspieler und Regisseur
- Regaldi, Giuseppe (1809–1883), italienischer Dichter
- Regaleira, Vasco (1897–1968), portugiesischer Architekt in der Zeit des Estado Novo
- Regales, Romero (* 1986), curaçaoisch-niederländischer Fußballspieler
- Regalía, Facu (* 1991), argentinisch-spanischer Automobilrennfahrer
- Regalianus, römischer Kaiser und Senator
- Regamey, Constantin (1907–1982), Schweizer Indologe und Sprachwissenschaftler sowie autodidaktischer Komponist
- Régamey, Cyril (* 1977), Schweizer Schlagwerker
- Regamey, Marcel (1905–1982), Schweizer Politiker (Ligue vaudoise)
- Régamey, Maurice (1924–2009), französischer Regisseur, Drehbuchautor, Filmproduzent und Schauspieler
- Regan, Ash (* 1974), britische Politikerin der Alba Party
- Regan, Bridget (* 1982), US-amerikanische SchauspielerinBridget Regan (* 1982)

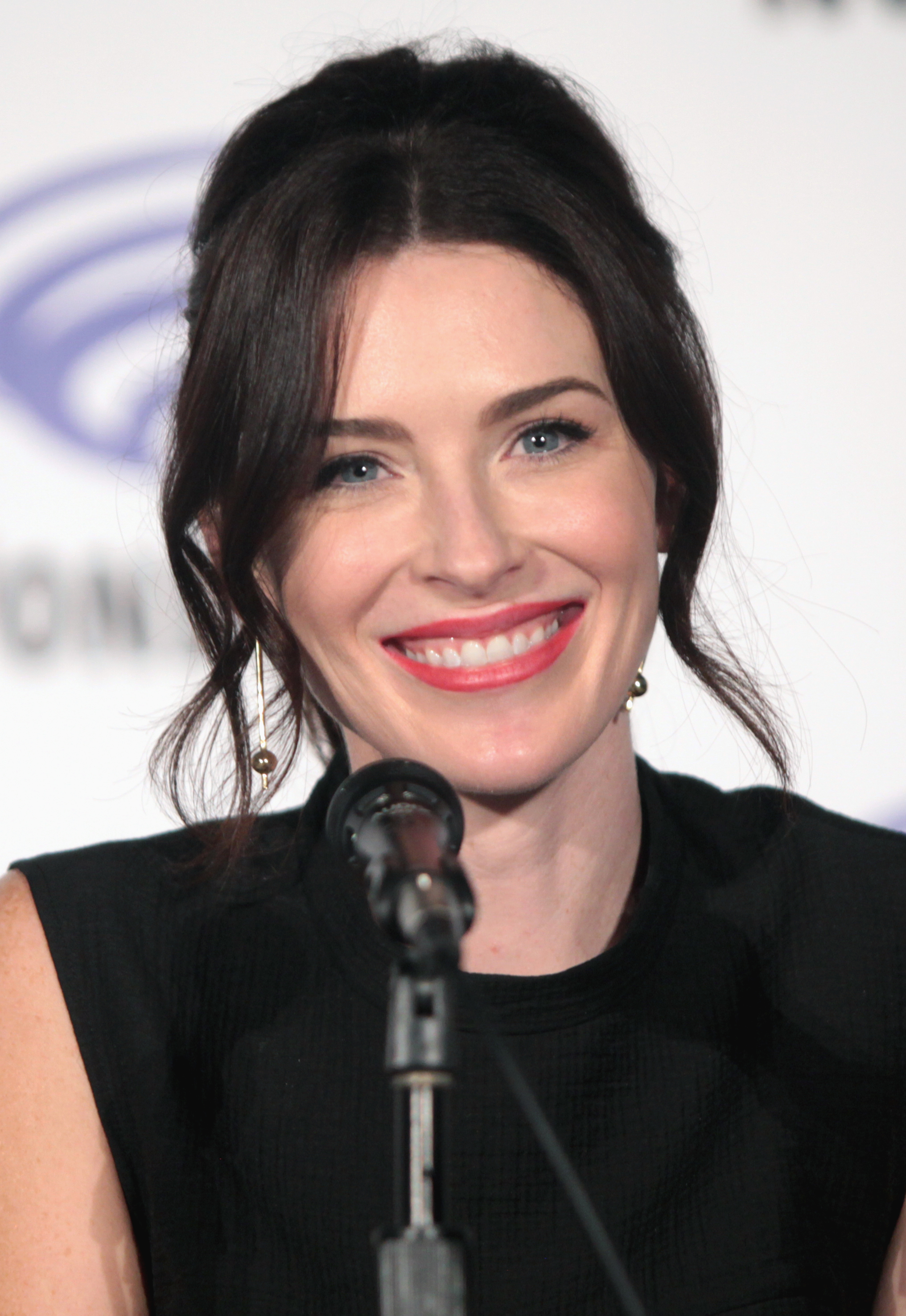
Bridget Regan (* 1982)

- Regan, Charles Tate (1878–1943), englischer Zoologe und Ichthyologe
- Regan, Charlotte (* 1994), britische Filmemacherin
- Regan, Donald (1918–2003), US-amerikanischer Manager und Politiker
- Regan, Edwin (* 1935), britischer katholischer Geistlicher, Bischof von Wrexham
- Regan, Emily (* 1988), US-amerikanische Ruderin
- Regan, Emma Eliza (* 1992), irische Schauspielerin
- Regan, Eric (* 1976), US-amerikanischer Boxer
- Regan, Eric (* 1988), kanadisch-südkoreanischer Eishockeyspieler
- Regan, Eugene (* 1952), irischer Jurist und Richter am Europäischen Gerichtshof
- Regan, Gerald (1928–2019), kanadischer Jurist und Politiker der Liberalen Partei Kanadas
- Regan, Joan (1928–2013), britische Sängerin
- Regan, Kenneth M. (1891–1959), US-amerikanischer Politiker
- Regan, Kevin (* 1984), US-amerikanischer Eishockeytorwart
- Regan, Larry (1930–2009), kanadischer Eishockeyspieler
- Regan, Laura (* 1977), kanadische Schauspielerin
- Regan, Mark (* 1972), englischer Rugby-Union-Spieler
- Regan, Michael S. (* 1976), US-amerikanischer Umweltregulierer
- Regan, Obeng (* 1994), ghanaischer Fußballspieler
- Regan, Patrick (* 1956), US-amerikanischer Politikwissenschaftler und Hochschullehrer
- Regan, Phil (1906–1996), US-amerikanischer Sänger und Schauspieler
- Regan, Robbie (* 1968), britischer Boxer im Bantamgewicht
- Regan, Tim (* 1974), US-amerikanisch-deutscher Eishockeyspieler, -trainer und -funktionär
- Regan, Tom (1938–2017), US-amerikanischer Philosoph und Tierrechtler
- Regan, Trish (* 1972), US-amerikanische Nachrichtenmoderatorin
- Regan, Vincent (* 1965), britischer SchauspielerVincent Regan (* 1965)

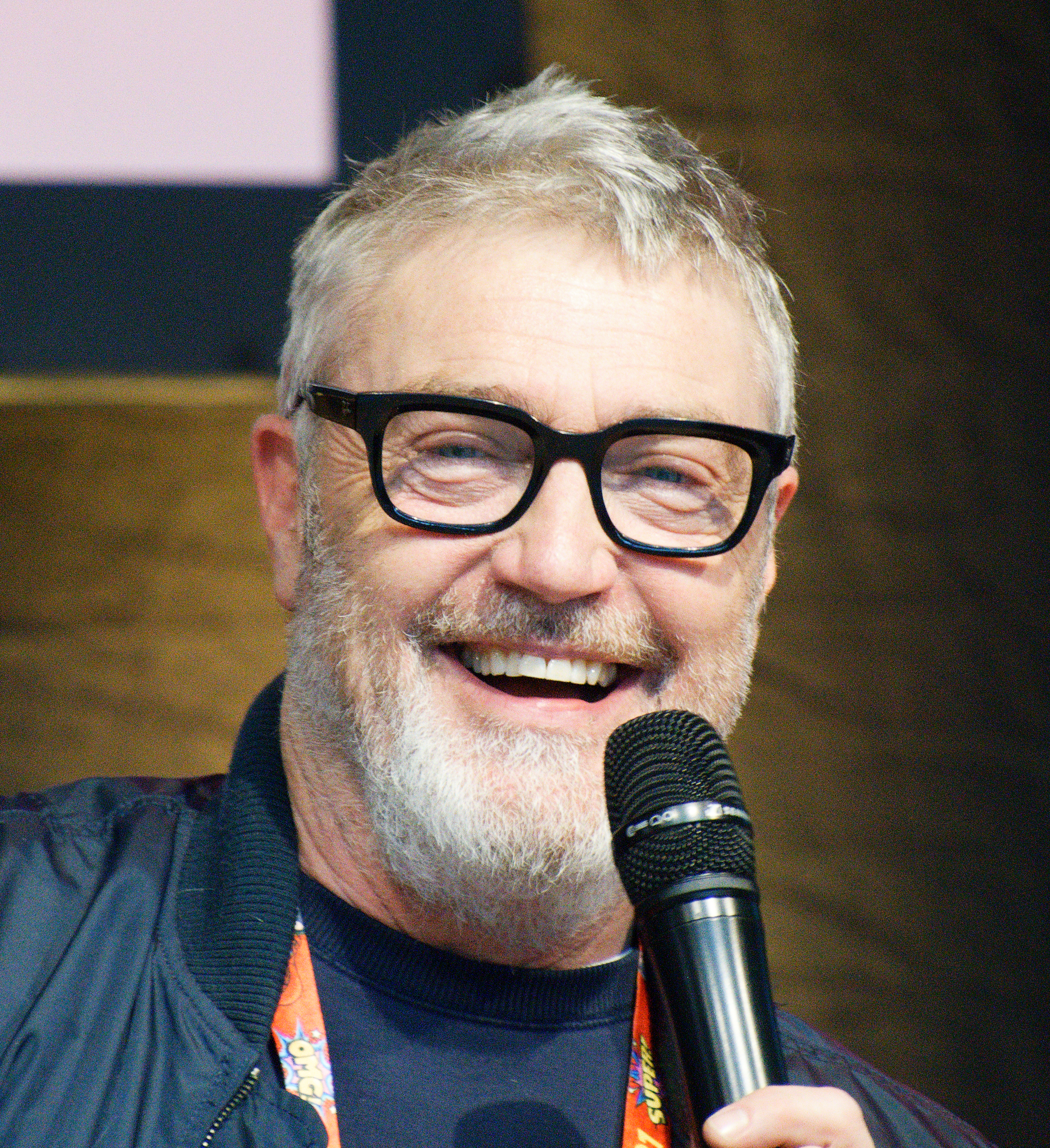
Vincent Regan (* 1965)

- Regard (* 1993), kosovarischer DJ und Musikproduzent
- Regardie, Israel (1907–1985), britischer Okkultist und Magier
- Regàs, Rosa (1933–2024), spanische Schriftstellerin
- Regäsel, Yanni (* 1996), deutscher Fußballspieler
- Regassa, Dejene (* 1989), bahrainischer Langstreckenläufer äthiopischer Herkunft
- Regassa, Tilahun (* 1990), äthiopischer Langstreckenläufer
- Regattieri, Douglas (* 1949), italienischer römisch-katholischer Geistlicher, emeritierter Bischof von Cesena-Sarsina
- Regattin, Adrien (* 1991), französisch-marokkanischer Fußballspieler
- Regaud, André (1868–1945), französischer Sportschütze
- Regazzi, Fabio (* 1962), Schweizer Unternehmer, Politiker und Verbandsfunktionär
- Regazzi, Pietro (1838–1915), Schweizer Anwalt und Politiker
- Regazzi, Roberto (* 1956), italienischer Geigenbauer
- Regazzoni, Alberto (* 1983), Schweizer Fußballspieler
- Regazzoni, Ampellio (1870–1931), Schweizer Bildhauer
- Regazzoni, Clay (1939–2006), Schweizer AutomobilrennfahrerClay Regazzoni (1939–2006)

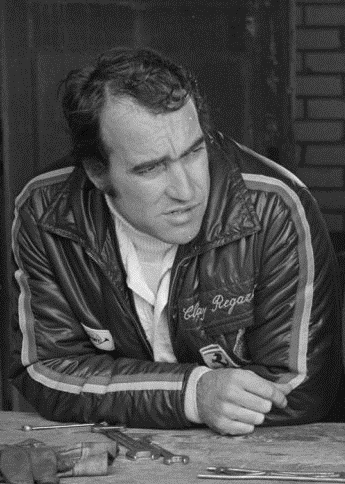
Clay Regazzoni (1939–2006)

- Regazzoni, Lisa (* 1973), italienisch-deutsche Historikerin und Philosophin

### Regb
- Regbo, Toby (* 1991), britischer Film- und Theaterschauspieler

### Rege
- Rège, Harry von (1859–1929), preußischer Generalmajor
- Regec, Branislav (* 1985), slowakischer Rennrodler
- Regec, Jozef (* 1965), tschechoslowakischer Radrennfahrer
- Regedziński, Teodor (1894–1954), polnischer Schachspieler
- Regeer, Youri (* 2003), niederländischer Fußballspieler
- Regef, Dominique (* 1947), französischer Geiger und Drehleierspieler
- Regehly, Martin (* 1978), deutscher Physiker
- Regehly, Thomas (* 1956), deutscher Philosoph und Archivar der Schopenhauer-Gesellschaft
- Regehr, David (* 1967), deutscher Bühnenbildner, Künstler und Gastronom
- Regehr, Duncan (* 1952), kanadischer Schauspieler und Künstler
- Regehr, Richie (* 1983), kanadischer Eishockeyspieler
- Regehr, Robyn (* 1980), kanadischer Eishockeyspieler
- Regel, Albert (1845–1908), schweizerisch-russischer Mediziner, Botaniker, Zentralasienforscher und Archäologe
- Regel, Anatoli Robertowitsch (1915–1989), russischer Physiker und Hochschullehrer
- Regel, Constantin Andreas von (1890–1970), russisch-litauischer Botaniker
- Regel, Dirk (* 1968), deutscher Filmregisseur
- Regel, Eduard August von (1815–1892), deutscher Gärtner und Botaniker
- Regel, Friedrich Ludwig Andreas (1770–1826), deutscher Theologe und Schulmann
- Regel, Friedrich Wilhelm (1811–1877), deutscher Jurist und Politiker
- Regel, Fritz (1853–1915), deutscher Geograph
- Regel, Günther (1926–2021), deutscher Kunstpädagoge
- Regel, Renate (* 1979), deutsche Schauspielerin
- Regel, Robert Eduardowitsch (1867–1920), russischer Botaniker
- Regel, Susanne (* 1974), deutsche Oboistin
- Regel, Wadim Robertowitsch (1917–2004), russischer Physiker und Hochschullehrer
- Regel, Wilhelm (1857–1932), russischer Byzantinist und Historiker
- Regele, Oskar (1890–1969), österreichischer Offizier und Militärhistoriker
- Regele, Rolf (1899–1987), italienischer Maler (Südtirol)
- Regelien, Joachim (* 1941), deutscher Schauspieler
- Regelinda († 958), Herzogin von SchwabenRegelinda († 958)

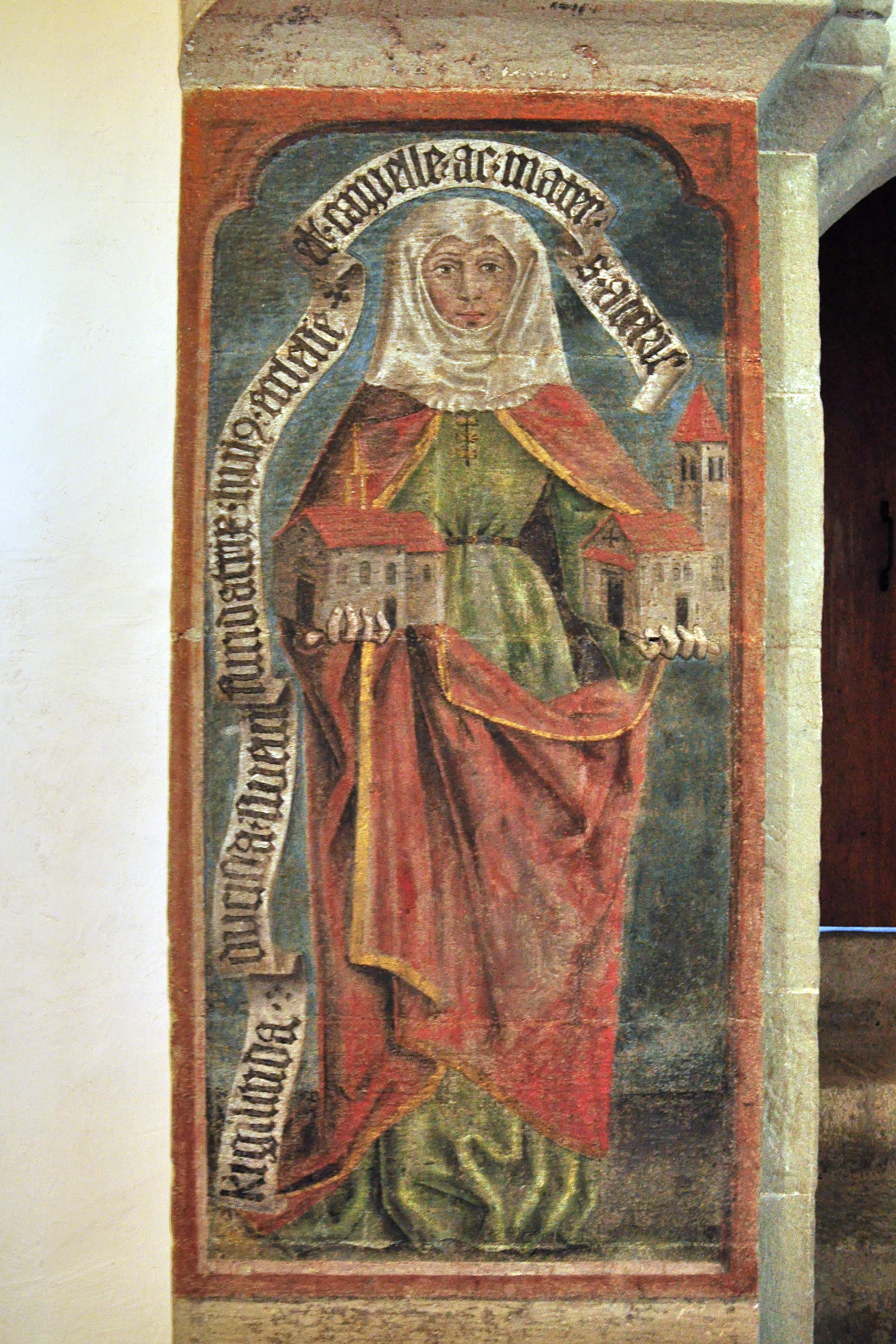
Regelinda († 958)

- Regelmann, Albert (1846–1912), Stadtbaurat von Oberhausen
- Regelmann, Christian (1842–1920), deutscher Kartograf
- Regelmann, Gustav (1880–1947), deutscher Kommunalpolitiker
- Regelmann, Karl (1873–1954), deutscher Geologe
- Regelmann, Ulrich (1924–2001), deutscher Kommunalpolitiker
- Regelsberger, Andreas, deutscher Japanologe
- Regelsberger, Christoph (1734–1797), österreichischer Jesuit und Dichter
- Regelsberger, Ferdinand (1831–1911), deutscher Rechtswissenschaftler, Hochschullehrer in Erlangen, Zürich, Gießen, Würzburg, Breslau, Göttingen und Bonn
- Regelsberger, Walter (* 1925), österreichischer Schauspieler
- Regelson, Abraham (1896–1981), hebräischer Dichter, Schriftsteller, Übersetzer und Redakteur
- Regely, Benno (1825–1888), preußischer Generalleutnant
- Regemann, Hermann von (1794–1868), Königlich-Bayerischer Oberstleutnant und Abgeordneter des kurhessischen Landtags
- Régemortes, Louis de (1709–1774), französischer Ingenieur, Brücken und Wasserbauer
- Regen, Frank (1939–2010), deutscher Klassischer Philologe und Philosophiehistoriker
- Regen, Ina (* 1984), österreichische Singer-SongwriterinIna Regen (* 1984)

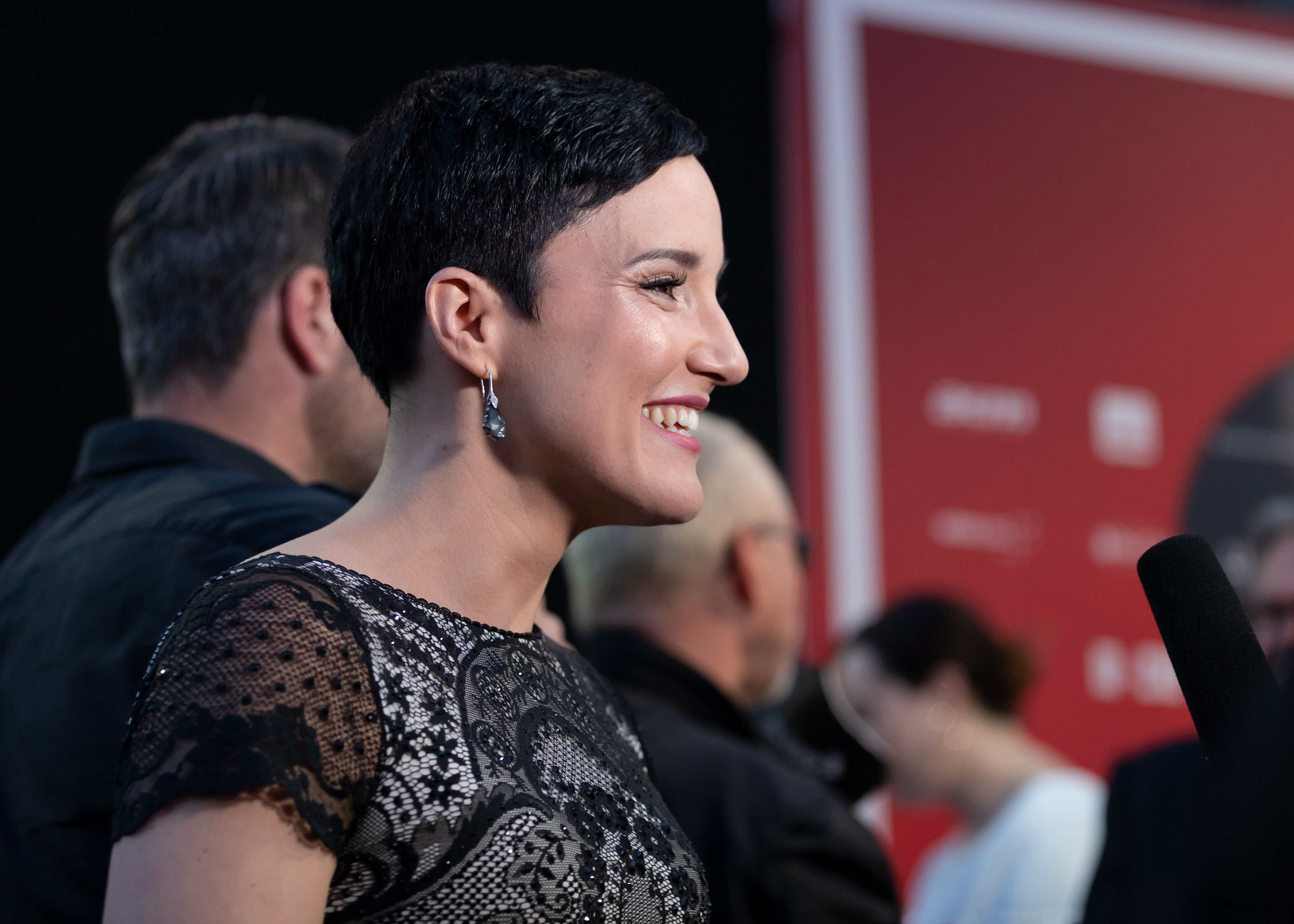
Ina Regen (* 1984)

- Regenass, René (1935–2024), Schweizer Schriftsteller
- Regenauer, Bernd (* 1956), deutscher Kabarettist und Autor
- Regenauer, Eugen von (1824–1897), badischer Fiskaljurist
- Regenauer, Franz Anton (1797–1864), deutscher Politiker und Publizist
- Regenberg, Daniel (* 1976), deutscher Pianist, Komponist und Filmemacher
- Regenberg, Max (* 1951), deutscher Fotograf
- Regenbogen, deutscher Spruchdichter des Mittelalters
- Regenbogen, Arnim (* 1939), deutscher Philosoph und Hochschullehrer
- Regenbogen, Heinrich Ludwig (1802–1885), deutscher Architekt und Baubeamter
- Regenbogen, Otto (1855–1925), deutscher Veterinärmediziner und Hochschullehrer
- Regenbogen, Otto (1891–1966), deutscher klassischer Philologe
- Regenbogen, Ralf (* 1960), deutscher Fußballspieler
- Regenbrecht, Aloysius (1929–2004), deutscher Pädagoge und Hochschullehrer
- Regenbrecht, Eduard (1791–1849), deutscher Rechtswissenschaftler
- Regenbrecht, Johann Josef (1797–1854), deutscher Philosoph und katholischer Theologe
- Regenbrecht, Klaus-Dieter (* 1950), deutscher Schriftsteller, Dozent und Künstler
- Regencia, Jan Aro (* 2000), philippinischer Eishockeyspieler
- Regenda, Pavol (* 1999), slowakischer Eishockeyspieler
- Regendanz, Wilhelm (1882–1955), deutsch-britischer Bankier
- Regener, Erich (1881–1955), deutscher Physiker
- Regener, Leo (1900–1975), deutscher Schulpolitiker, Gewerkschafter und Pädagoge
- Regener, Michael (* 1965), deutscher Sänger und Neonazi
- Regener, Susanne (* 1957), deutsche Kulturwissenschaftlerin
- Regener, Sven (* 1961), deutscher Musiker und SchriftstellerSven Regener (* 1961)

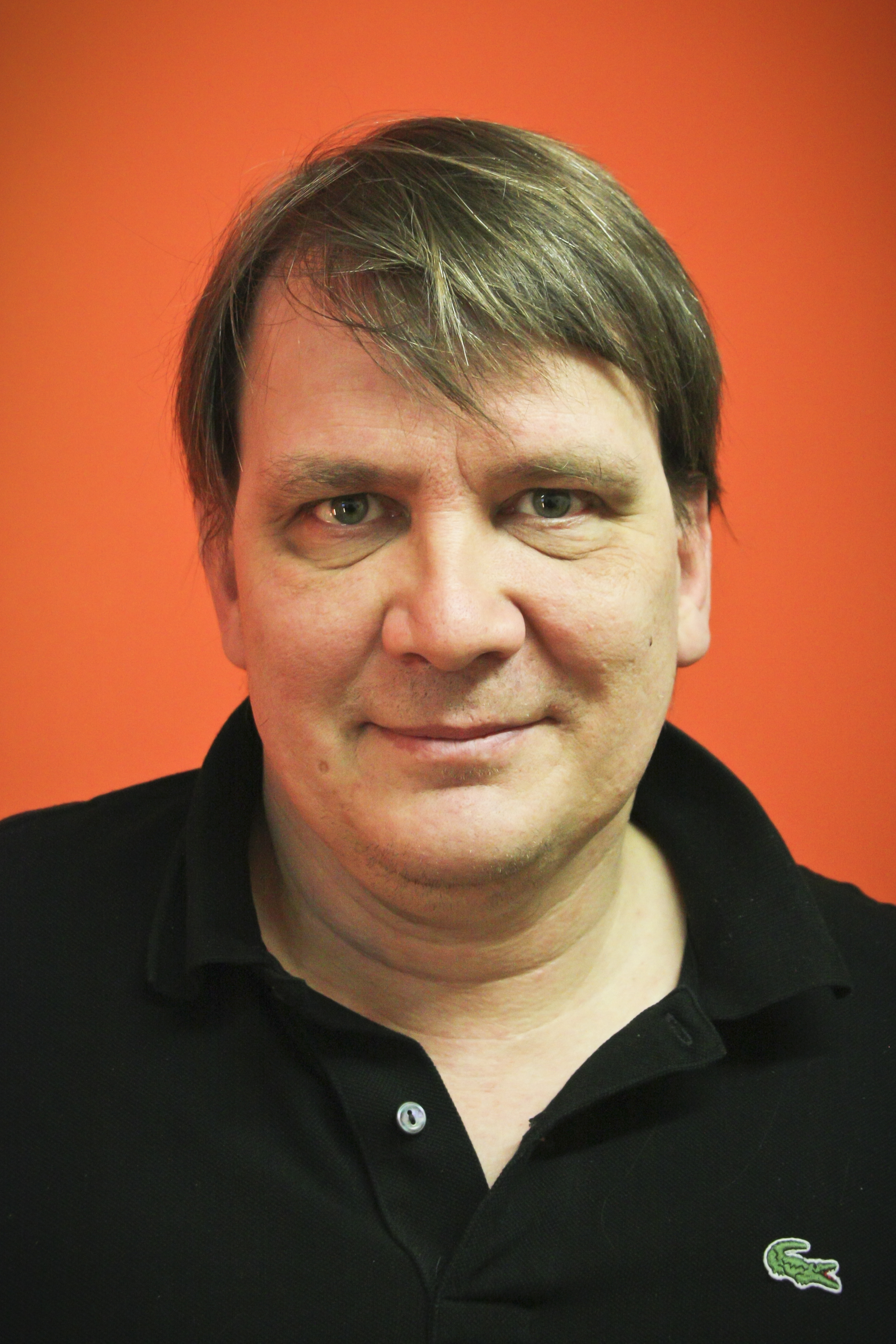
Sven Regener (* 1961)

- Regenfus, Thomas (* 1977), deutscher Rechtswissenschaftler
- Regeni, Giulio (* 1988), italienischer Student
- Regensburg, Andreas von, deutscher Historiker
- Regensburg, Mirja (* 1975), deutsche Schauspielerin und KomikerinMirja Regensburg (* 1975)

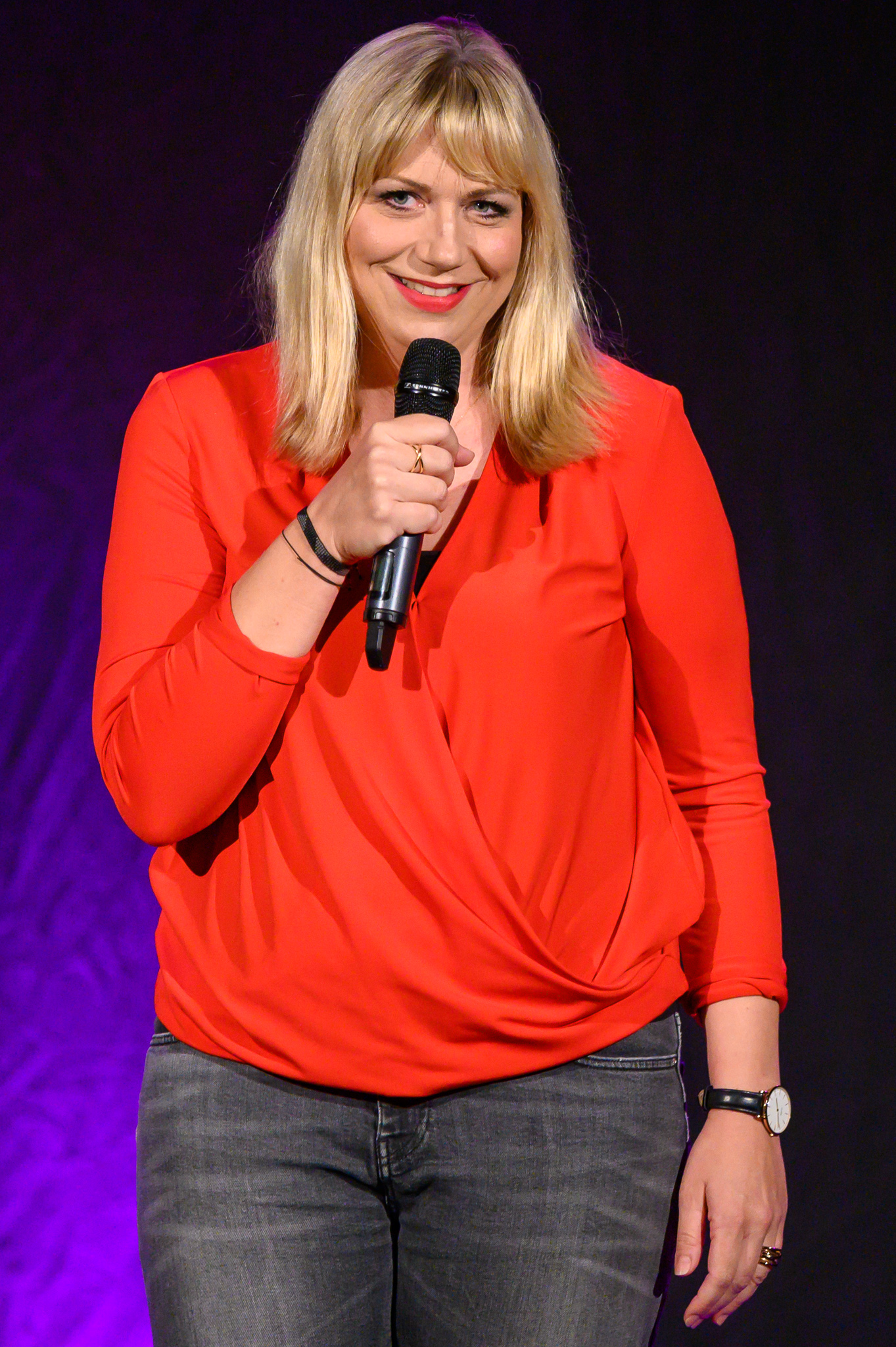
Mirja Regensburg (* 1975)

- Regensburger, Christoph (* 1993), österreichischer Naturbahnrodler
- Regensburger, Franz (1922–2001), österreichischer Lehrer und Politiker (ÖVP), Abgeordneter zum Nationalrat, Mitglied des Bundesrates
- Regensburger, Fritz (1900–1976), deutscher Jurist
- Regensburger, Hermann (* 1940), deutscher Politiker (CSU), MdL
- Regensburger, Karl (1903–1970), deutscher Chirurg
- Regensburger, Karl (1933–2022), deutscher Kartograf und Hochschullehrer
- Regensburger, Leopold (1834–1900), Rechtsanwalt in Baden
- Regensburger, Marianne (1921–2002), deutsche Publizistin und Journalistin
- Regensburger, Norbert (1886–1933), deutscher Rechtsanwalt und Politiker
- Regensburger, Reinhold (1891–1972), deutscher Richter
- Regensburger, WTH (* 1954), deutscher Maler, Bildhauer und Performer
- Regenscheit, Sofie (1893–1969), deutsche Politikerin (SPD)
- Regensdorff, Carlo (1792–1879), deutscher Kaufmann und Publizist
- Regenspurger, Otto (1939–2003), deutscher Politiker (CSU), MdB
- Regenspursky von Régeny, Karl (1850–1904), k.u.k Generalmajor und Militärschriftsteller
- Regenstein, Charlotte (1835–1904), deutsche Schriftstellerin
- Regenstein, Helga (1939–2014), deutsche Grafikerin
- Regenstein, Kaspar Ulrich von (1532–1575), Abt des Klosters Michaelstein bei Blankenburg
- Regenstein, Ulrich von (1564–1578), Abt des Klosters Michaelstein bei Blankenburg
- Regenstein-Blankenburg, Elisabeth von (1542–1584), Äbtissin des Stifts Quedlinburg
- Regensteiner, Else (1906–2003), deutschamerikanische Textilkünstlerin
- Regent, Karl Xaver (1689–1752), schlesischer Jesuit
- Regenvanu, Ralph (* 1970), vanuatuischer Politiker
- Regenvanu, Sethy (* 1945), vanuatuischer Politiker
- Regenwetter, Jean (* 1943), luxemburgischer Radrennfahrer und Politiker
- Regenwetter, Peggy (* 1971), luxemburgische Tischtennisspielerin
- Reger, Barbara (* 2000), deutsche Fußballspielerin
- Reger, Christian (1905–1985), deutscher evangelischer Pfarrer und Verfolgter des Nazi-Regimes
- Reger, Elsa (1870–1951), Frau und Nachlassbetreuerin von Max Reger
- Reger, Erik (1893–1954), deutscher Schriftsteller und Journalist
- Reger, Guido (1958–2009), deutscher Wirtschaftswissenschaftler
- Reger, Günther (* 1951), deutscher Musiker und Maler
- Reger, Johann, deutscher Buchdrucker und Verleger
- Reger, Karl (1930–2024), deutscher römisch-katholischer Geistlicher, Weihbischof im Bistum Aachen
- Reger, Liselott (1899–1972), argentinisch-deutsche Schauspielerin und Theatermacherin
- Reger, Max (1873–1916), deutscher Komponist, Organist, Pianist und DirigentMax Reger (1873–1916)

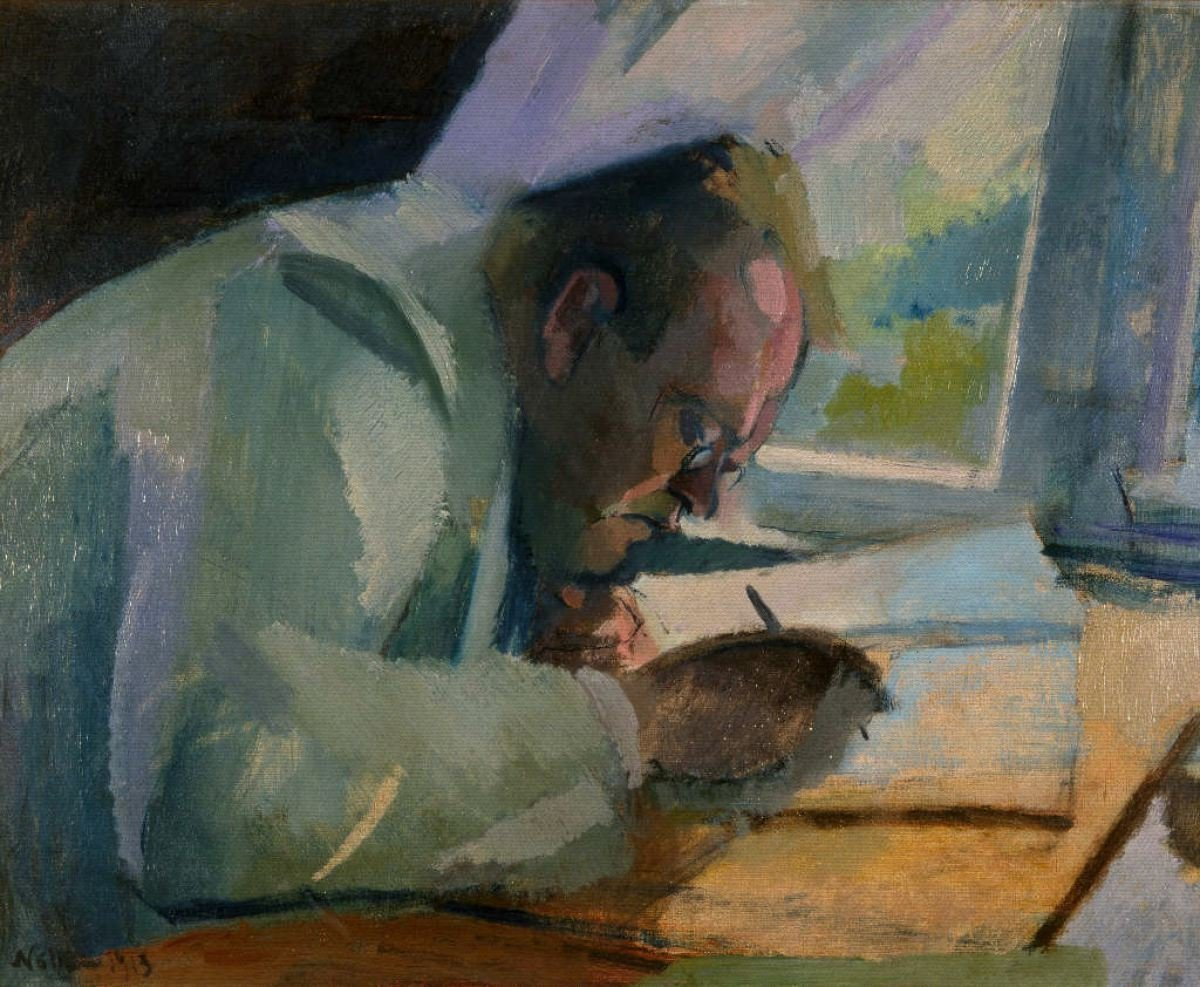
Max Reger (1873–1916)

- Reger, Sabine (1961–2024), deutsche Unternehmensberaterin, Richterin am Verfassungsgerichtshof für das Land Baden-Württemberg
- Reger, Tadeusz (1872–1938), polnischer Sozialist
- Reger, Walter (1889–1969), deutscher Bildhauer und Hochschullehrer
- Reges, Philipp (1821–1870), deutscher Landwirt und Mitglied der Landstände des Herzogtums Nassau
- Regev, Aviv (* 1971), israelisch-amerikanische Bioinformatikerin
- Regev, Eldad (1980–2006), israelischer Soldat, der von der Hisbollah entführt wurde
- Regev, Miri (* 1965), israelische Politikerin und frühere Brigadegeneralin
- Regev, Oded (* 1978), israelisch-amerikanischer Informatiker
- Regev, Reut, israelisch-amerikanische Jazzposaunistin und Komponistin
- Regez, Ryan (* 1993), Schweizer Freestyle-Skisportler

### Regg
- Regge, Jürgen (1940–2023), deutscher Rechtswissenschaftler
- Regge, Tullio (1931–2014), italienischer Physiker und Politiker, MdEP
- Reggel, Valérie (* 1987), Schweizer Siebenkämpferin
- Reggelin, Michael (* 1960), deutscher Chemiker und Hochschullehrer
- Reggi, Raffaella (* 1965), italienische Tennisspielerin
- Reggiani, Loris (* 1959), italienischer Motorradrennfahrer
- Reggiani, Patrizia (* 1948), italienische Prominente und Kriminelle
- Reggiani, Primo (* 1983), italienischer Schauspieler
- Reggiani, Serge (1922–2004), französischer Schauspieler und Chansonnier
- Reggini, Maurizio (* 1961), san-marinesischer Fußballspieler
- Reggio, Ariella (* 1936), italienische Schauspielerin und Hörfunkmoderatorin
- Reggio, Giovanni (1888–1972), italienischer Segler
- Reggio, Godfrey (* 1940), US-amerikanischer Regisseur, Drehbuchautor und FilmproduzentGodfrey Reggio (* 1940)

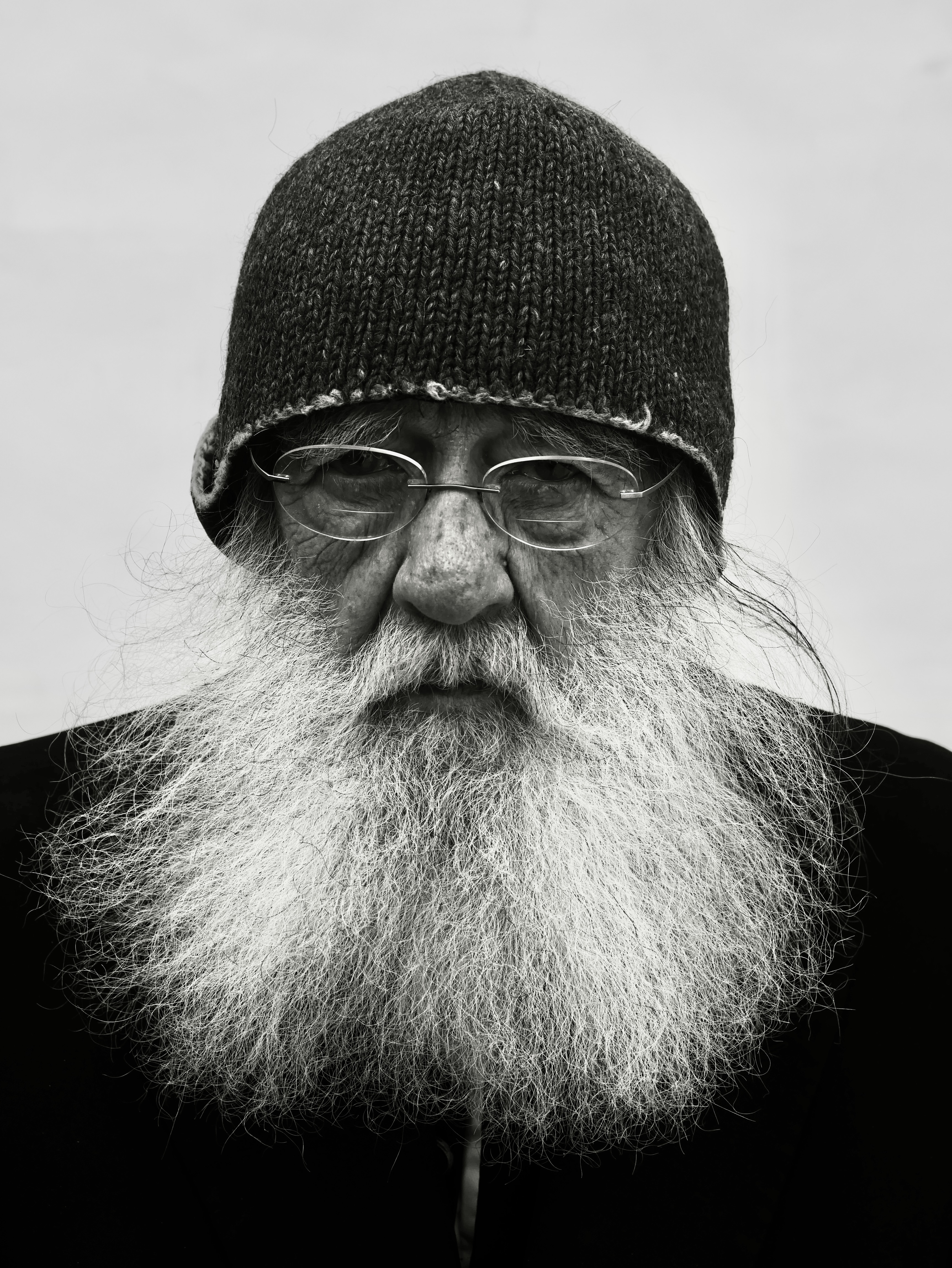
Godfrey Reggio (* 1940)

- Reggio, Isaak Samuel (1784–1855), italienischer Rabbiner und Aufklärer
- Reggio, Isidoro (1861–1922), italienischer Journalist, Chefredakteur und Schriftsteller

### Regh
- Regh, Anton (1940–2018), deutscher Fußballspieler
- Regh, Dieter (* 1961), deutscher Fußballspieler
- Regh, Engelbert (1887–1955), deutscher Politiker (DVP, NSDAP, FDP), MdR
- Reghecampf, Laurențiu (* 1975), rumänischer Fußballspieler und FußballtrainerLaurențiu Reghecampf (* 1975)

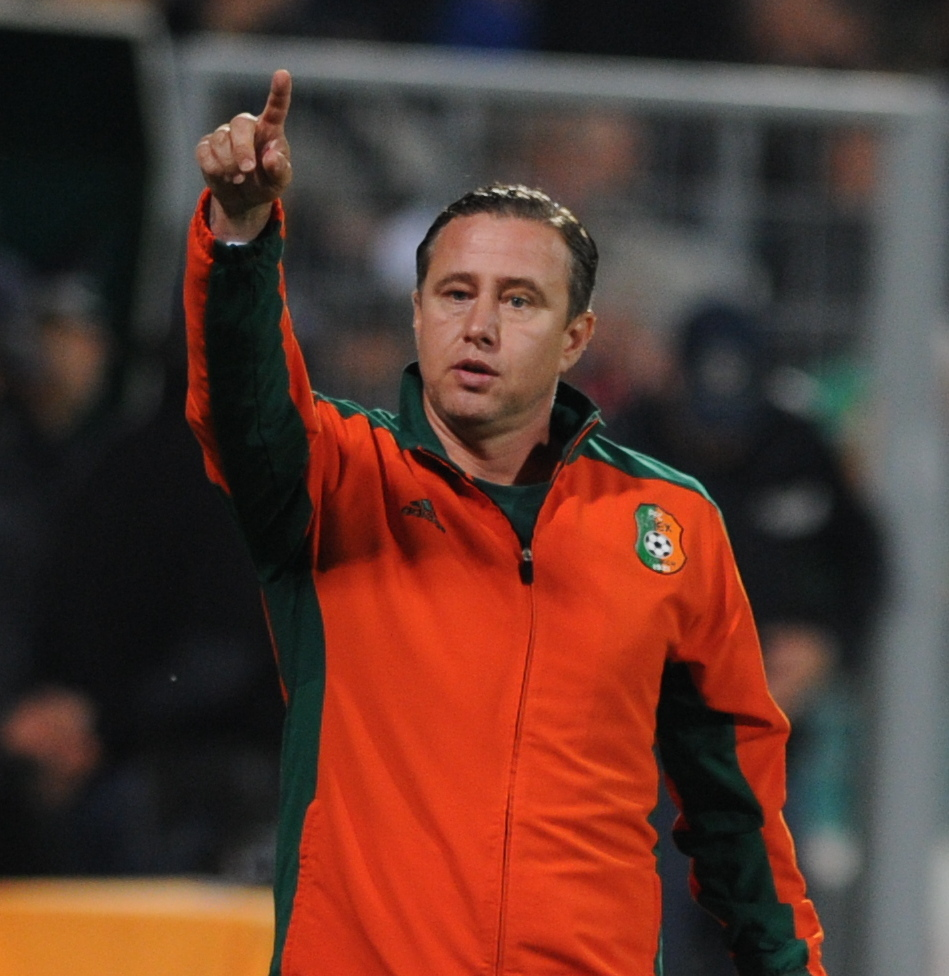
Laurențiu Reghecampf (* 1975)

- Reghin, Andrea (* 1994), italienischer Grasskiläufer

### Regi
- Regier, Alexander (* 1976), deutsch-britisch-kolumbianischer Anglist, Komparatist und Hochschullehrer
- Regier, Darcy (* 1957), kanadischer Eishockeyspieler, -trainer und -funktionär
- Regier, Steve (* 1984), kanadischer Eishockeyspieler
- Regil, Marco Antonio (* 1969), mexikanischer Fernsehmoderator
- Regillo, Matteo (* 2002), Schweizer Fußballspieler
- Régimbart, Maurice (1852–1907), französischer Entomologe
- Regin, Cornelia (* 1959), deutsche Archivarin und Historikerin
- Regin, Nadja (1931–2019), jugoslawische Schauspielerin
- Regin, Peter (* 1986), dänischer Eishockeyspieler
- Regina, Jungfrau, Märtyrin und Heilige
- Regina (* 1965), slowenische Pop- und Rocksängerin
- Regína Ósk Óskarsdóttir, isländische Sängerin und Teilnehmerin am Eurovision Song Contest
- Regina, Elis (1945–1982), brasilianische SängerinElis Regina (1945–1982)

Elis Regina (1945–1982)

- Regina, Paul (1956–2006), US-amerikanischer Schauspieler
- Reginald (* 1993), amerikanischer Wrestler
- Reginald de Dunstanville, 1. Earl of Cornwall († 1175), Sheriff von Devon; unehelicher Sohn Heinrichs I.
- Reginald de Vautort, anglonormannischer Adliger
- Reginald de Vautort († 1245), englischer Adliger
- Reginald fitz Jocelin († 1191), englischer Prälat
- Reginald Fitzurse, englischer Ritter
- Reginald of Cornhill, englischer Beamter, High Sheriff of Kent
- Reginald of Cornhill, englischer Beamter und Richter, High Sheriff of Kent
- Reginald, Robert (1948–2013), amerikanischer Bibliograph, Science-Fiction-Autor, -Herausgeber und Verleger
- Reginar II., Graf von Hennegau
- Reginar III., Graf von Hennegau, aus der Familie der Reginare
- Reginar IV. († 1013), Graf von Mons
- Reginar V., Graf von Mons
- Reginbald I. von Speyer, Bischof von Speyer
- Reginbald II. von Dillingen († 1039), Bischof von Speyer
- Reginbert von Brixen († 1140), Bischof von Brixen
- Reginbert von Hagenau († 1148), Bischof von Passau
- Reginbert von Seldenbüren († 964), legendärer Gründer des Klosters St. Blasien im Schwarzwald
- Reginbogin, Herbert (* 1952), US-amerikanischer Historiker
- Reginbrand († 988), erster Bischof von Aarhus
- Régine (1929–2022), französische Sängerin
- Reginfrid († 745), Bischof von Köln
- Reginhar, Graf von Hennegau und MaasgauReginhar

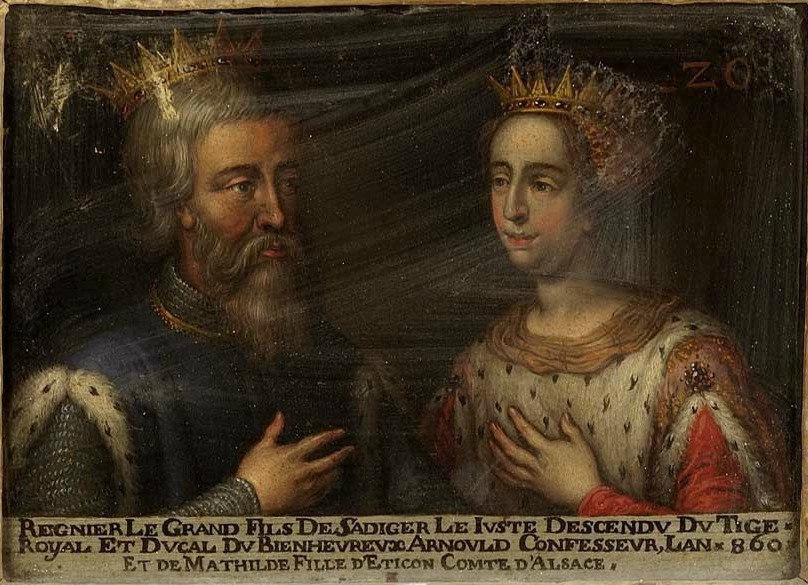
Reginhar

- Reginhar von Passau († 838), Bischof von Passau (814–838)
- Reginhard von Abenberg († 1186), Bischof von Würzburg (1171–1186)
- Reginhard von Lüttich († 1037), Bischof von Lüttich und Heiliger
- Reginhard von Siegburg († 1105), deutscher katholischer Geistlicher und Abt des Klosters Siegburg
- Reginheri, Wikingeranführer
- Regini, Vasco (* 1990), italienischer Fußballspieler
- Reginius Iustinus, römischer Offizier (Kaiserzeit)
- Reginiussen, Mads (* 1988), norwegischer Fußballspieler
- Reginiussen, Tore (* 1986), norwegischer Fußballspieler
- Reginmar († 1138), Bischof im Bistum Passau (1121–1138)
- Regino von Prüm († 915), Abt der Abtei Prüm
- Reginold († 991), Fürstbischof von Eichstätt
- Regintrud, Gemahlin des bayerischen Herzog Theudebert aus dem Geschlecht der Agilolfinger
- Reginward, Erzbischof in Bremen (917–918)
- Régio, José (1901–1969), portugiesischer Schriftsteller und Romancier
- Regiomontanus (1436–1476), Mathematiker und Astronom des SpätmittelaltersRegiomontanus (1436–1476)

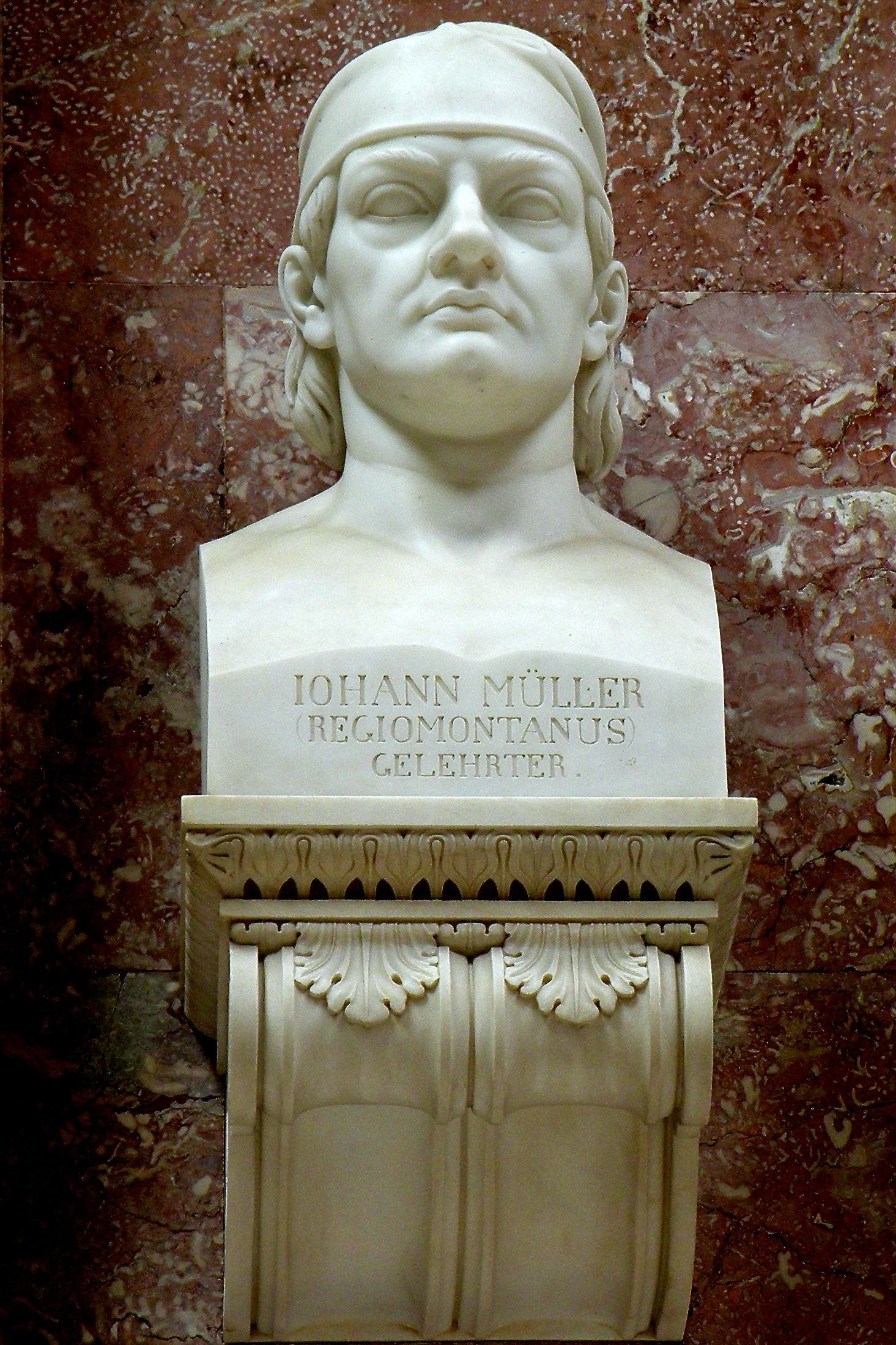
Regiomontanus (1436–1476)

- Regis, Cyrille (1958–2018), englischer Fußballspieler
- Régis, David (* 1968), französisch-amerikanischer Fußballspieler
- Regis, Gottlob (1791–1854), deutscher Dichter und Übersetzer
- Régis, Jean François (1597–1640), französischer Jesuit, Missionar und Prediger
- Régis, Jean-Baptiste († 1738), französischer Jesuit, tätig als Missionar und Geograph (China)
- Regis, Johannes († 1496), franko-flämischer Komponist der frühen Renaissance
- Regis, John (* 1966), britischer Sprinter
- Regis, Marsha, haitianisch-kanadische Schauspielerin und Synchronsprecherin
- Régis, Pierre-Sylvain (1632–1707), französischer Philosoph
- Régis, Rogério Fidélis (* 1976), brasilianischer Fußballspieler
- Regis, Sheryn (* 1980), philippinische Sängerin
- Regis, Steffen (* 1989), deutscher Politiker (Bündnis 90/Die Grünen)
- Regiswindis, Ortsheilige von Lauffen am Neckar
- Regitz, Barbara (* 1958), deutsche Politikerin (CSU), MdL
- Regitz, Christine (* 1966), deutsche IT-Spezialistin, Softwareentwicklerin, Aufsichtsrätin sowie Vizepräsidentin der Gesellschaft für InformatikChristine Regitz (* 1966)

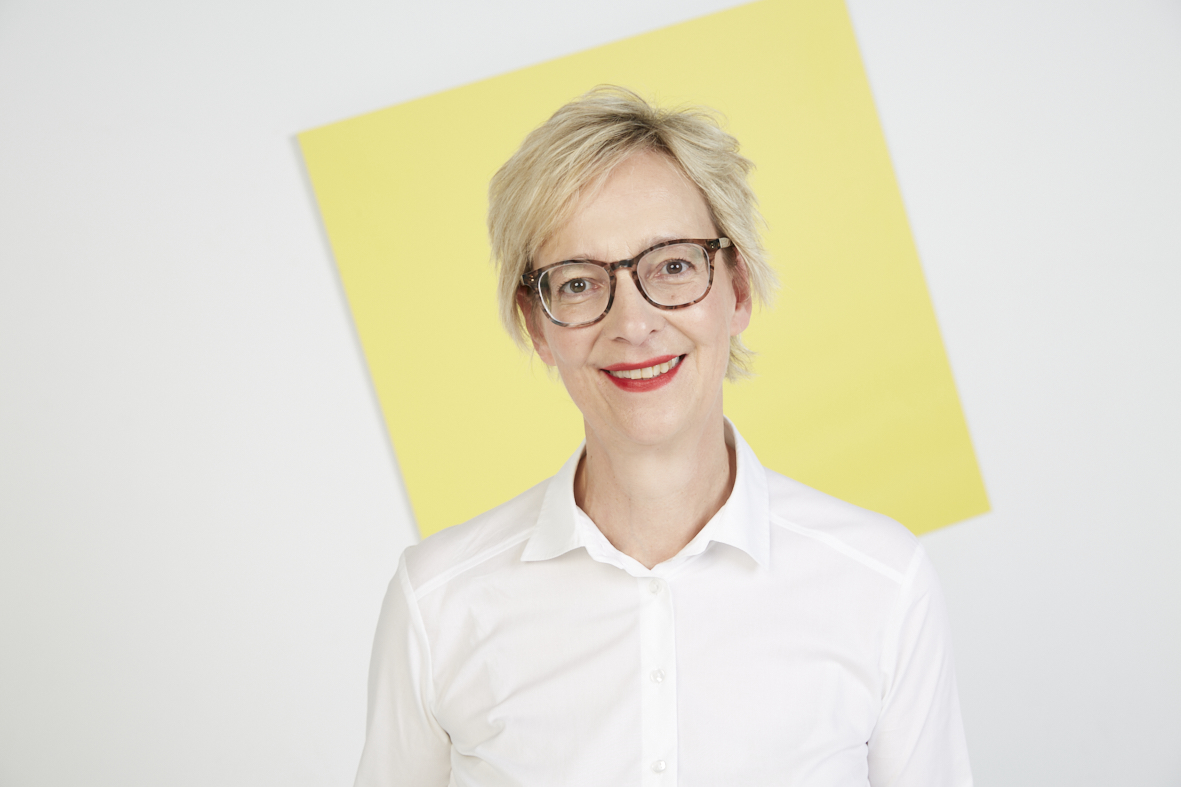
Christine Regitz (* 1966)

- Regitz, Friedrich (1925–1971), deutscher Politiker (SPD), MdL
- Regitz, Gerd (* 1945), deutscher Fußballspieler
- Regitz, Manfred (1935–2021), deutscher Chemiker (Organische Chemie)
- Regitz, Ralf (1964–2011), deutscher Veranstalter
- Regitz-Zagrosek, Vera (* 1953), deutsche Fachärztin für Kardiologie
- Regius, Henricus (1598–1679), niederländischer Philosoph und Mediziner

### Regk
- Regkmann, Hans (1494–1561), deutscher Kaufmann und Chronist

### Regl
- Regl, Bianca (* 1980), österreichische Künstlerin
- Regla Motta, Manuel de (1795–1864), dominikanischer Politiker und Präsident
- Regland-Sigstad, Gina (1927–2015), norwegische Skilangläuferin
- Regler, Fritz (1901–1976), österreichischer Physiker und Hochschullehrer
- Regler, Gustav (1898–1963), deutscher SchriftstellerGustav Regler (1898–1963)

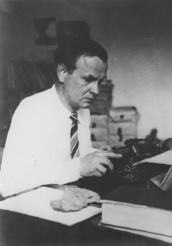
Gustav Regler (1898–1963)

- Regler, Konrad (1931–2012), deutscher Politiker (CSU) und Landrat von Eichstätt
- Regler, Lorenz (* 1996), deutscher American-Football-Spieler
- Regler, Ludwig Wilhelm von (1726–1792), preußischer Offizier, zuletzt Generalmajor und Direktor des preußischen Ingenieurkorps
- Regler, Roderich (* 1939), österreichischer Politiker (ÖVP), Landtagsabgeordneter, Abgeordneter zum Nationalrat
- Regler, Sebastian (1884–1959), deutscher Politiker (BVP, NSDAP)
- Regler-Bellinger, Brigitte (* 1935), deutsche Schriftstellerin
- Regli, Adalbert (1800–1881), Schweizer Benediktinermönch, Abt von Muri-Gries, Landtagsabgeordneter
- Regli, Franco (1931–2017), Schweizer Neurologe
- Regli, Franz (1935–2016), Schweizer Komponist und Dirigent
- Regli, Peter (* 1944), Schweizer Offizier
- Reglindis, Markgräfin von MeißenReglindis

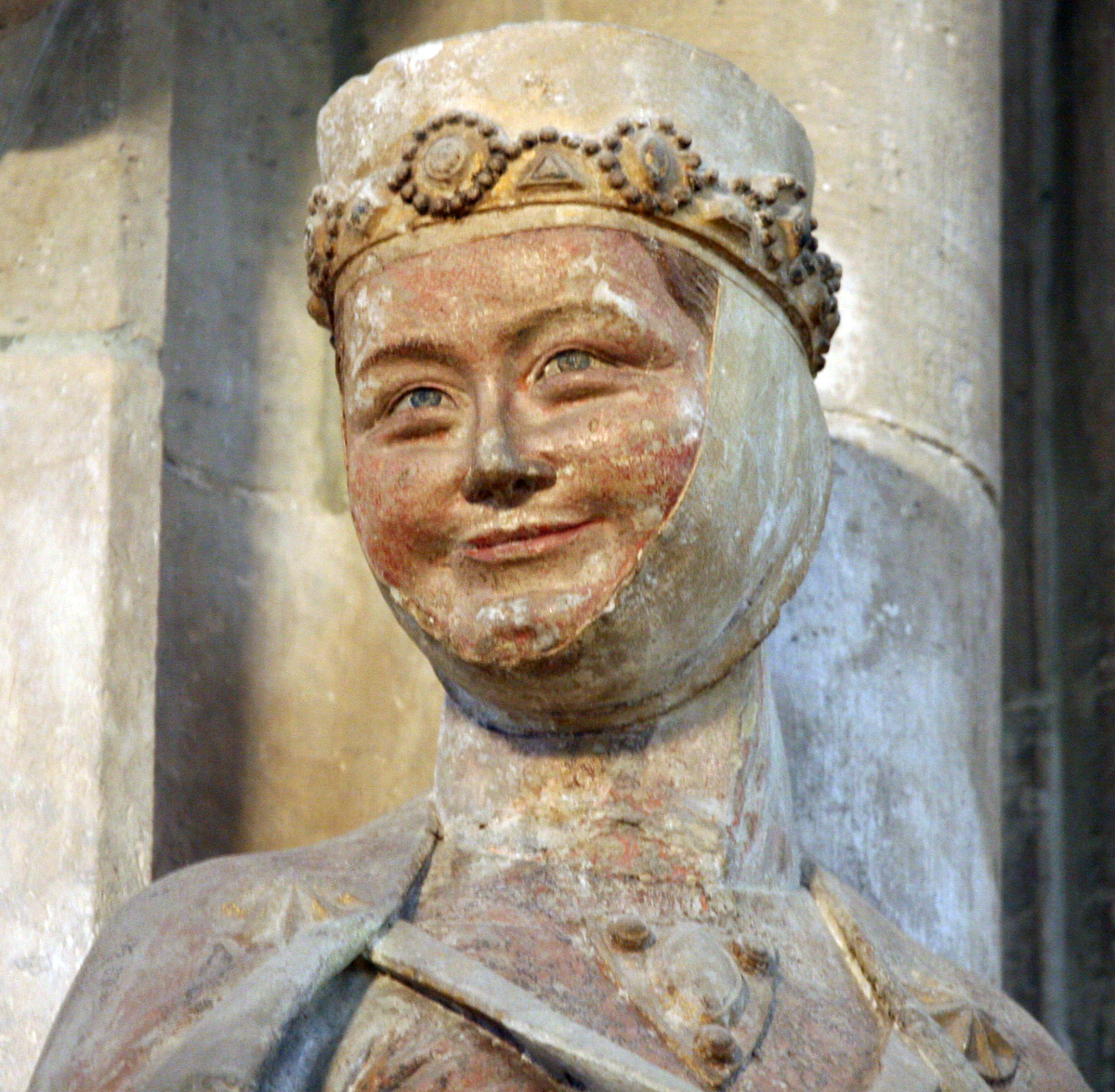
Reglindis

- Regling, Karl (1907–2003), deutscher Politiker (SPD), MdB
- Regling, Klaus (* 1950), deutscher Ökonom, CEO des ESM und des EFSF
- Regling, Kurt (1876–1935), deutscher Numismatiker

### Regm
- Regmann, Tanja, deutsche Tier- und Naturschützerin
- Regmi, Khil Raj (* 1949), nepalesischer Politiker
- Regmunt, Stefan (* 1951), polnischer römisch-katholischer Geistlicher und emeritierter Bischof von Zielona Góra-Gorzów

### Regn
- Regn, Chris (* 1964), deutsche Künstlerin
- Regnard, Emil (1897–1962), österreichischer Fußballspieler
- Regnard, Jean-François (1655–1709), französischer Schriftsteller
- Regnard, Phélise († 1475), Mätresse des französischen Königs Ludwig XI.
- Regnart, Jakob († 1599), franko-flämischer Komponist und Kapellmeister der Renaissance
- Regnath, Johanna (* 1968), deutsche Historikerin
- Regnaud de Saint-Jean d’Angely, Auguste (1794–1870), französischer General und Staatsmann, Marschall von Frankreich
- Regnaud de Saint-Jean d’Angély, Michel Louis Étienne († 1819), französischer Politiker
- Regnaud, Nicole (* 1999), neuseeländische Dartspielerin
- Regnault de Chartres († 1444), Erzbischof von Reims
- Regnault de Segrais, Jean (1624–1701), französischer Dichter
- Regnault, Alice (1849–1931), französische Schauspielerin und Autorin
- Régnault, Antoine, französischer Kaufmann
- Regnault, Émile (1811–1863), französischer Arzt und Autor
- Regnault, François (* 1938), französischer Philosoph, Schriftsteller und Übersetzer
- Regnault, Henri (1843–1871), französischer Maler
- Regnault, Henri Victor (1810–1878), französischer Physiker und Chemiker
- Regnault, Jean-Baptiste (1754–1829), französischer Maler des Klassizismus
- Regnault, Patrick (* 1974), französischer Fußballspieler
- Regnell, Lisa (1887–1979), schwedische Wasserspringerin
- Regner von Bleyleben, Oktavian (1866–1945), österreichischer Verwaltungsbeamter und -jurist, Politiker
- Regner, Anton (1873–1945), österreichischer Politiker (SDAP), Abgeordneter zum Nationalrat und Landesrat
- Regnér, Åsa (* 1964), schwedische Politikerin
- Regner, Cyprian (1614–1687), niederländischer Jurist
- Regner, Denis (* 1983), deutscher Handballschiedsrichter
- Regner, Evelyn (* 1966), österreichische Politikerin (SPÖ), MdEP
- Regner, Ferdinand (* 1963), österreichischer Biotechnologe
- Regner, Georg (* 1953), österreichischer Sprinter
- Regner, Hermann (1928–2008), deutscher Musikpädagoge und Komponist
- Regner, Josef (1794–1852), böhmischer Geistlicher und Volkserzieher
- Regner, Michael (* 1952), deutscher Schwimmtrainer
- Regner, Michael (* 1986), deutscher Komponist
- Regner, Steffi (* 1993), österreichische Sängerin, Schauspielerin und Gesangspädagogin
- Regner, Tobias (* 1982), deutscher Popsänger
- Regneri, Günter (* 1963), deutscher Historiker, Sachbuchautor und Herausgeber
- Regnet, Carl Albert (1822–1886), deutscher Jurist und kulturhistorischer Schriftsteller
- Regni, John F. (* 1952), US-amerikanischer Offizier, Generalleutnant der US Air Force
- Regnicolo, Facundo (* 1997), uruguayischer Fußballspieler
- Régnier de Guerchy, Claude Louis François (1715–1767), französischer Militär und Diplomat
- Regnier, Adolphe (1804–1884), französischer Philologe
- Regnier, Anatol (* 1945), deutscher Autor, Gitarrist, Chansonsänger
- Regnier, Carola (1943–2011), deutsche Schauspielerin, Diseuse und Tänzerin
- Regnier, Charles (1914–2001), deutscher Schauspieler, Theaterregisseur und ÜbersetzerCharles Regnier (1914–2001)

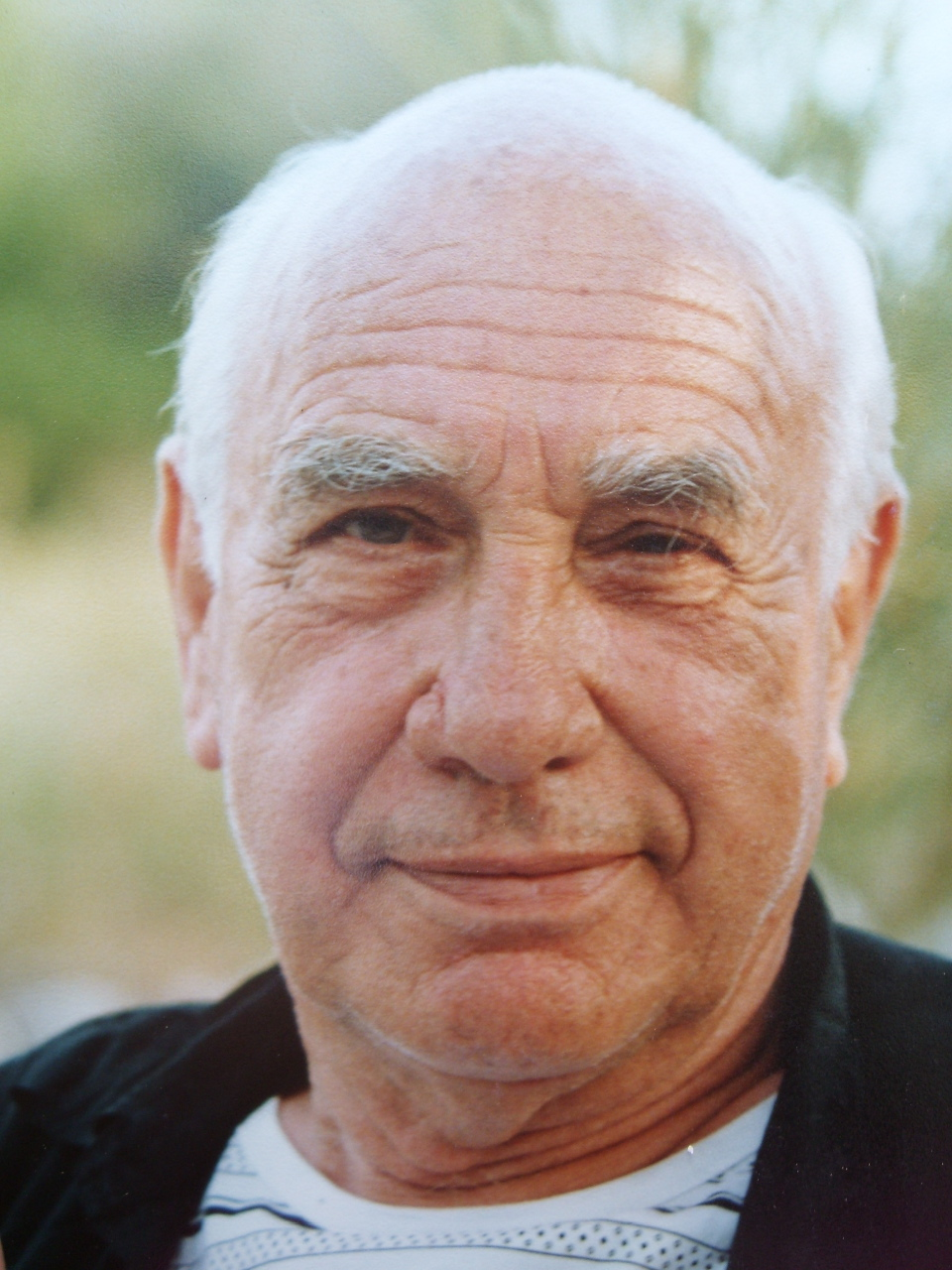
Charles Regnier (1914–2001)

- Régnier, Claude Ambroise (1746–1814), französischer Staatsmann
- Regnier, Henri (1917–1988), deutscher Rundfunk- und Fernsehproduzent
- Régnier, Henri de (1864–1936), französischer Schriftsteller
- Regnier, Inez (* 1945), deutsche Filmeditorin
- Regnier, Johann Theodor (1810–1859), deutscher Jurist und Advokat
- Régnier, Mathurin (1573–1613), französischer Satirendichter
- Régnier, Natacha (* 1972), belgische Schauspielerin und SängerinNatacha Régnier (* 1972)

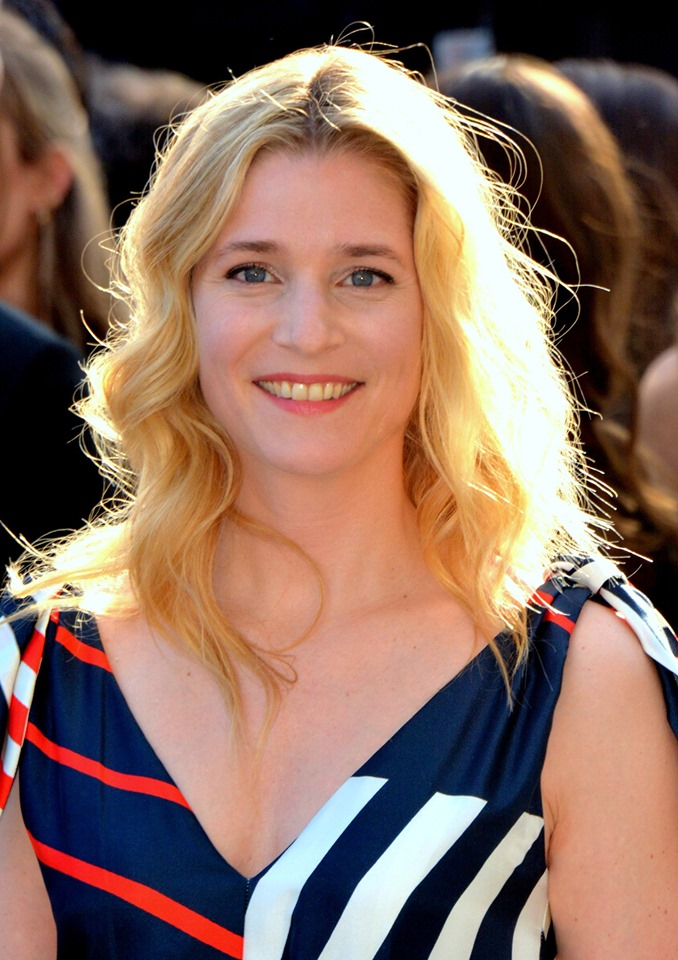
Natacha Régnier (* 1972)

- Régnier, Nicolas († 1667), flämischer Maler
- Régnier, René-François (1794–1881), französischer römisch-katholischer Geistlicher, Erzbischof von Cambrai und Kardinal
- Regnier, Sandra (* 1974), deutsche Romanautorin
- Regnier, Theo, deutscher Autor
- Regnier-Desmarais, François-Séraphin (1632–1713), französischer Diplomat, Dichter, Philologe, Romanist, Grammatiker und Übersetzer
- Regnier-Lafforgue, Cédric (* 1977), französischer Freestyle-Skier
- Regnier-Lafforgue, Julien (* 1979), französischer Freestyle-Skier
- Regno, Bernardo (1886–1977), italienischer römisch-katholischer Ordensgeistlicher, Bischof von Kandy
- Regnoli, Piero (1929–2001), italienischer Drehbuchautor, Filmregisseur und Filmproduzent

### Rego
- Rego Barreto da Gama e Castro, Pedro de, portugiesischer Gouverneur von Portugiesisch-Timor
- Rêgo Barros, Sebastião do (1803–1863), brasilianischer Politiker und Militär
- Rêgo Silva, Tita do (* 1959), brasilianische Künstlerin
- Rego, Alfredo (* 1946), guatemaltekischer Skirennläufer
- Rego, Cristina do (* 1986), deutsch-brasilianische SchauspielerinCristina do Rego (* 1986)

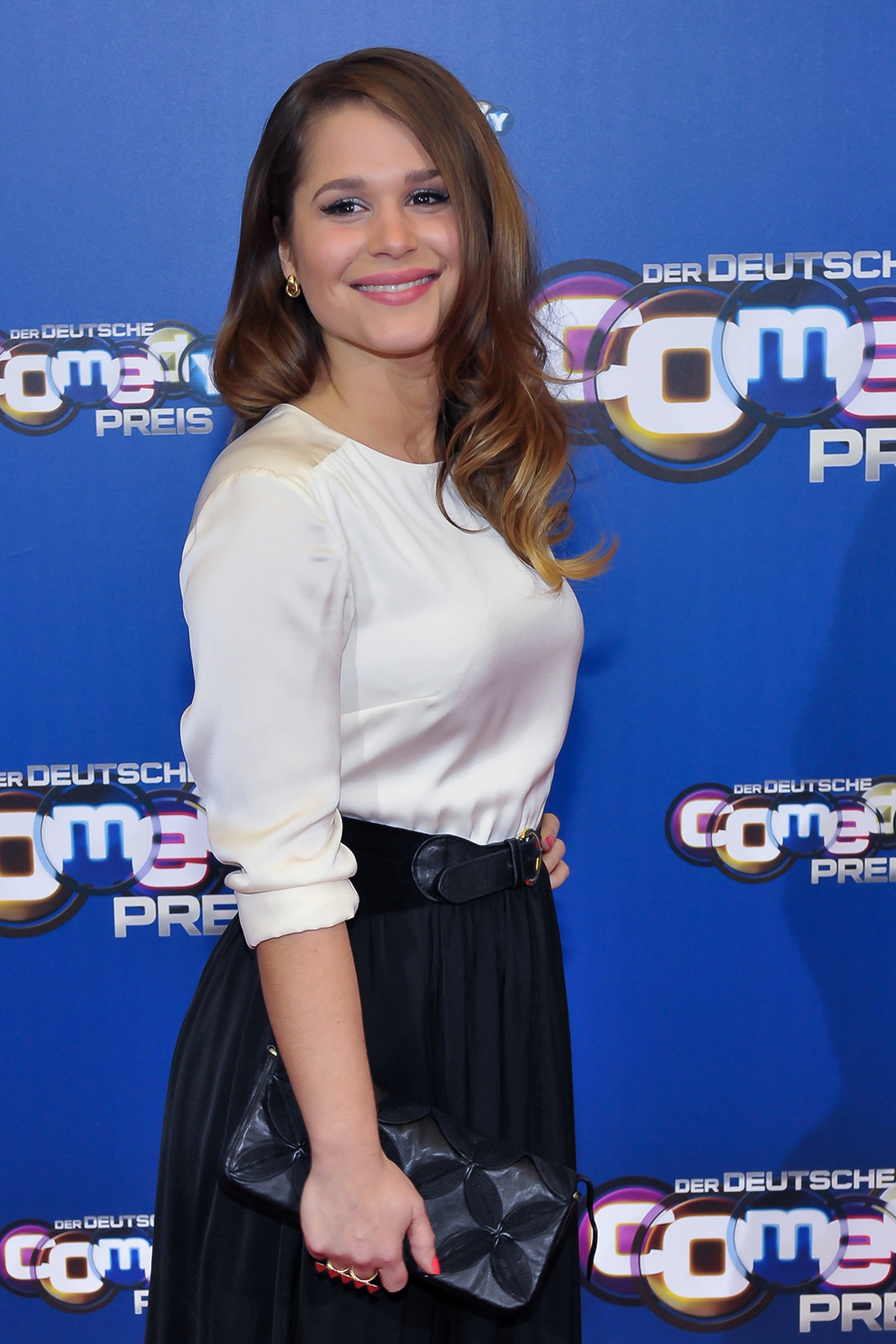
Cristina do Rego (* 1986)

- Rêgo, Elvino Bonaparte do, osttimoresischer Beamter
- Rego, Emanuel (* 1973), brasilianischer Beachvolleyballspieler, Weltmeister und Olympiasieger
- Rego, Gilbert Blaize (1921–2012), indischer Geistlicher, römisch-katholischer Bischof von Simla und Chandigarh
- Rêgo, Gilberto de Almeida (1881–1961), brasilianischer Fußballschiedsrichter
- Rego, Joachim (* 1954), australischer römisch-katholischer Ordensgeistlicher, Generalsuperior der Passionisten
- Rêgo, Joaquim Rufino do (1926–2013), brasilianischer Geistlicher, römisch-katholischer Bischof von Parnaíba
- Rego, Luis (* 1943), französischer Schauspieler und Musiker
- Rego, Paula (1935–2022), portugiesisch-britische Malerin und Grafikerin
- Rego, Sira (* 1973), spanische Politikerin (IU), MdEP
- Regőczy, Krisztina (* 1955), ungarische Eiskunstläuferin
- Regol, Sandra (* 1978), französische Politikerin
- Regoli, Roberto (* 1975), italienischer katholischer Theologe und Historiker
- Regoli, Uta (* 1939), deutsche Autorin und Dichterin
- Regondi, Ambrosius (1608–1681), italienisch-österreichischer Steinmetzmeister des Barock, Richter in Kaisersteinbruch
- Regondi, Giorgio (1616–1681), italienisch-österreichischer kaiserlicher Hofsteinmetzmeister des Barock
- Regondi, Giulio (1823–1872), Komponist, Gitarrist und Konzertinaspieler
- Regondi, Johann Baptist (1703–1762), italienisch-österreichischer kaiserlicher Hofsteinmetzmeister des Barock, Richter in Kaisersteinbruch
- Regondi, Raymundus (1652–1715), Abt des Stiftes Altenburg
- Regondi, Sebastian († 1717), italienischer Steinmetzmeister und Bildhauer des Barock, Richter in Kaisersteinbruch
- Regonesi, Mónica (* 1961), chilenische Mittel- und Langstreckenläuferin
- Regős, István (1947–2012), ungarischer Jazz-Pianist, Jazz-Saxophonist, Komponist, Arrangeur und Hochschullehrer
- Regout, Georgea (* 1969), belgische Schauspielerin
- Regout, Hervé (* 1954), belgischer Automobilrennfahrer
- Regout, Robert (1896–1942), niederländischer Jesuit

### Regr
- Regragui, Walid (* 1975), marokkanisch-französischer Fußballspieler und FußballtrainerWalid Regragui (* 1975)

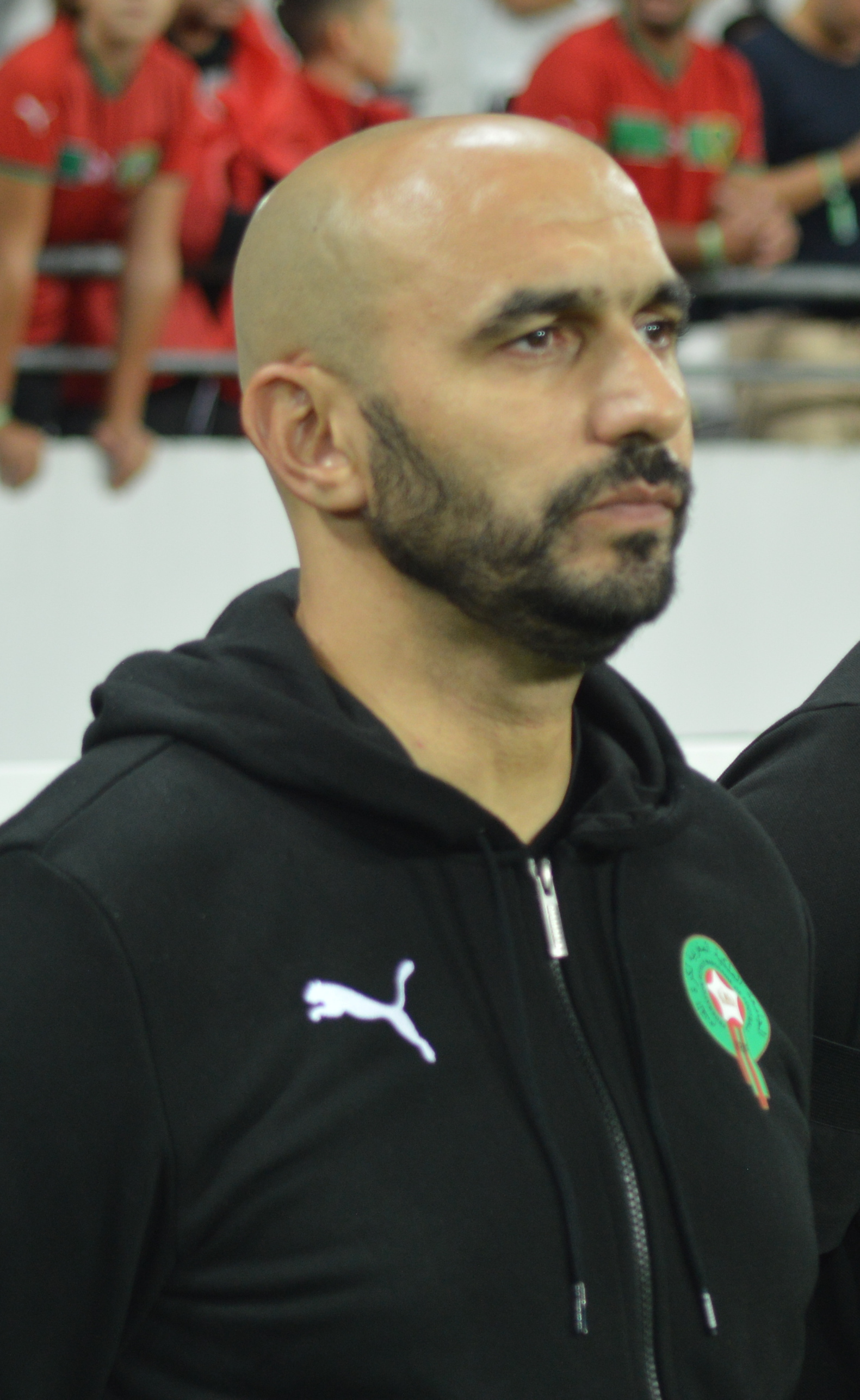
Walid Regragui (* 1975)

### Regs
- Regschek, Kurt (1923–2005), österreichischer Künstler und Maler

### Regt
- Regteren Altena, Iohan Quirijn van (1899–1980), niederländischer Kunsthistoriker und Kunstsammler
- Regteren Altena, Marie van (1868–1958), niederländische Porträtmalerin
- Regteren Altena, Martinus Van (1866–1908), niederländischer Porträtmaler, Radierer und Lithograf
- Regtop, Erik (* 1968), niederländischer Fußballspieler und -trainer

### Regu
- Reguardati, Benedetto (1398–1469), italienischer Arzt, Diplomat und Politiker
- Reguardati, Marino († 1450), italienischer Condottiere, Vizeherzog von Bari und Senator von Rom
- Reguart Massana, Bruno (* 2003), spanischer Handballspieler
- Regüeiferos, Enrique (1948–2002), kubanischer Boxer
- Regueiro Urquiola, Luis (* 1943), mexikanischer Fußballspieler
- Regueiro, Luis (1908–1995), spanischer Fußballspieler
- Regueiro, Mario (* 1978), uruguayischer Fußballspieler
- Regueiro, Pedro (1909–1995), spanischer Fußballspieler
- Regueiro, Tomás († 1991), spanischer Fußballspieler
- Reguera, Ana de la (* 1977), mexikanische SchauspielerinAna de la Reguera (* 1977)

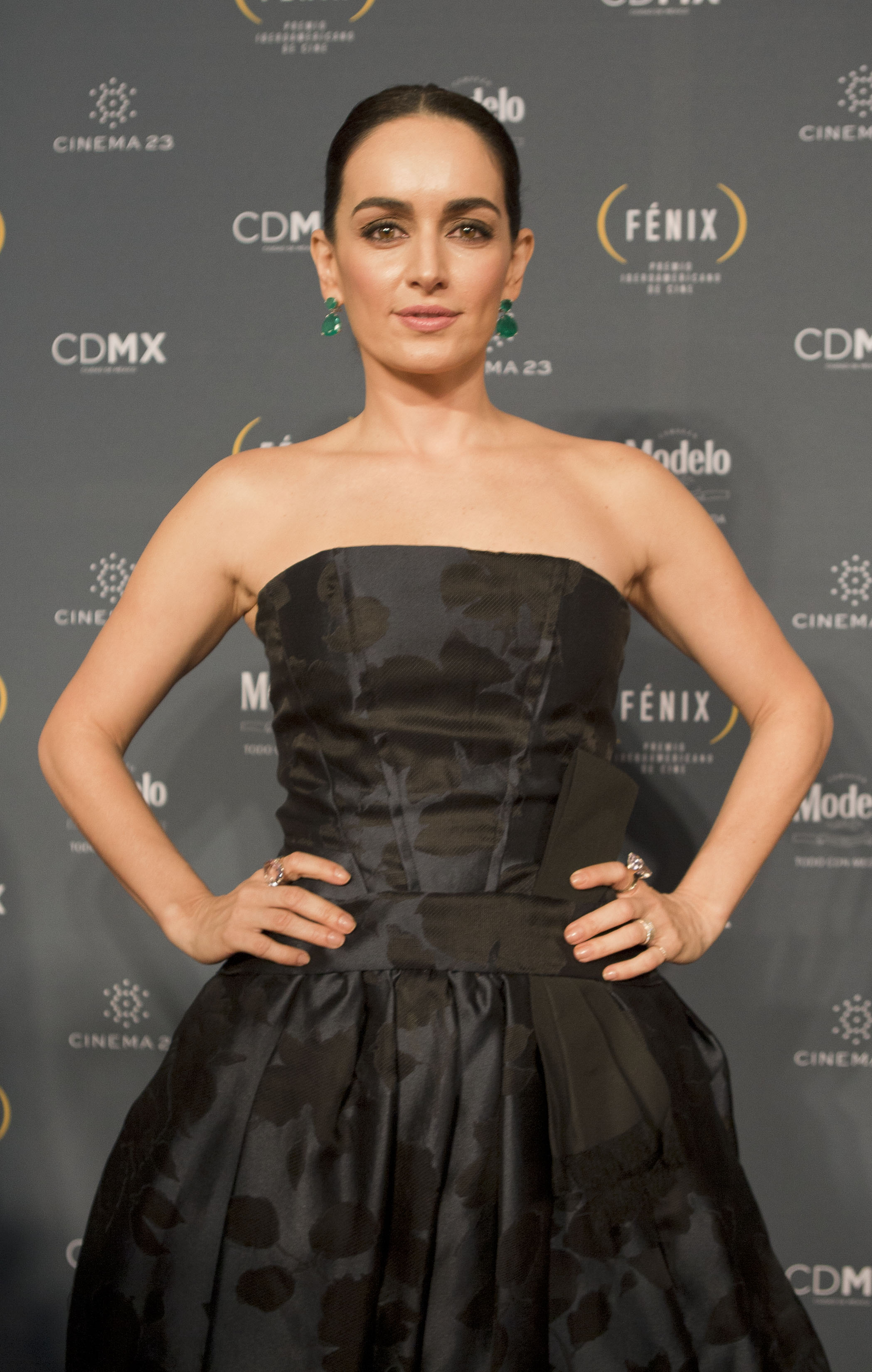
Ana de la Reguera (* 1977)

- Reguera, Francesc (* 1976), andorranischer Fußballspieler
- Reguig, Pauline (* 1984), französische Violinistin
- Reguigui, Abdelkader (* 1961), algerischer Radrennfahrer
- Reguigui, Youcef (* 1990), algerischer Straßenradrennfahrer
- Reguilón, Sergio (* 1996), spanischer FußballspielerSergio Reguilón (* 1996)

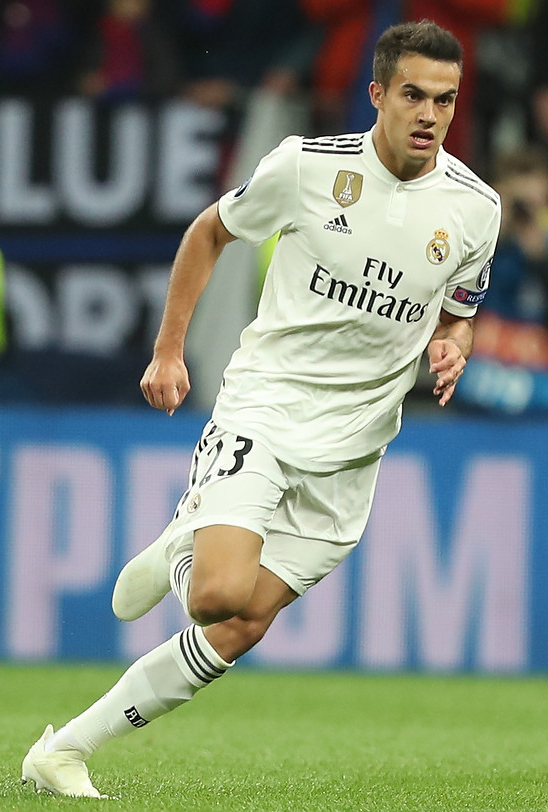
Sergio Reguilón (* 1996)

- Reguin, Louis (1872–1948), Schweizer Emailmaler und Miniaturist
- Regul, Linda (1923–2011), deutsche Politikerin (SPD), MdBB
- Regula, christliche Märtyrerin
- Regula von Lichtenthal († 1478), Nonne im Zisterzienserinnenkloster Lichtenthal
- Regula, Herbert (1910–1980), deutscher Meteorologe und Polarforscher
- Regula, Moritz (1888–1977), österreichischer Romanist und Sprachwissenschaftler
- Regula, Ralph (1924–2017), US-amerikanischer Politiker
- Regules, Elías (1861–1929), uruguayischer Politiker und Schriftsteller
- Regulla, Dieter (* 1939), deutscher Physiker
- Regulski, Ilona (* 1976), belgische Ägyptologin
- Regulski, Jerzy (1924–2015), polnischer Wirtschaftswissenschaftler und Hochschullehrer, Professor für Wirtschaftswissenschaften
- Reguly, Antal (1819–1858), ungarischer Ethnograph
- Regus, Gertrud (* 1962), deutsche Fußballschiedsrichterin
- Regus, Maksimus (* 1973), indonesischer römisch-katholischer Geistlicher, Sozialwissenschaftler, Bischof von Labuan Bajo

### Regz
- Regža, Haralds (* 1992), lettischer Beachvolleyballspieler